# Loderigo Amado
Loderigo Amado (1250 -?) foi um fidalgo e Rico-homem do Reino de Portugal, foi quem procedeu ao povoamento do lugare de Penela, terras que recebeu como herança por via materna. Concedeu foral a estas localidades em 9 de Outubro de 1293. Foi detentor do senhorio de Penela e de Bruscos [carece de fontes?] e quem procedeu, com seu pai Amado Viegas, a dotação do Mosteiro de São Pedro das Águias.

## Relações familiares
Foi filho de Amado Viegas (1200 -?) e de Ausenda Ramires (1225 -?) casou com Maria Esteves (c. 1250 -?) de quem teve:
1. Mem Gonçalves Amado (1275 - 18 de Agosto de 1352), senhor de Penela casou com Aldonça da Fonseca, (1280 -?), filha de Lourenço Roiz da Fonseca (1250 -?) e de Aldonça Anes Botelho,
2. Amado Rodrigues,
3. Teresa,
4. Senhorinha.